# Actinodiscus fungiformis
Actinodiscus fungiformis är en korallart som först beskrevs av Addison Emery Verrill 1869.  Actinodiscus fungiformis ingår i släktet Actinodiscus och familjen Discosomatidae. Inga underarter finns listade i Catalogue of Life.